# Бигень
Биге́нь (укр. Біґень, крымскотат. Begen, Беген) — исчезнувшее село в Первомайском районе Республики Крым, располагавшееся на северо-западе района, в степной части Крыма, примерно в 2 километрах севернее современного села Степное.

### Динамика численности населения
| - 1805 год — 121 чел. - 1864 год — 73 чел. - 1889 год — 148 чел. - 1892 год — 110 чел. | - 1900 год — 158 чел. - 1915 год — 88/20 чел. - 1926 год — 132 чел. |

## История
Первое документальное упоминание села встречается в Камеральном Описании Крыма… 1784 года, судя по которому, в последний период Крымского ханства Беген входил в Самарчик кадылык Перекопского каймаканства. После присоединения Крыма к России (8) 19 апреля 1783 года, (8) 19 февраля 1784 года, именным указом Екатерины II сенату, на территории бывшего Крымского Ханства была образована Таврическая область и деревня была приписана к Перекопскому уезду. После Павловских реформ, с 1796 по 1802 год, входила в Акмечетский уезд Новороссийской губернии. По новому административному делению, после создания 8 (20) октября 1802 года Таврической губернии, Бигень был включён в состав Бозгозской волости Перекопского уезда.
По Ведомости о всех селениях в Перекопском уезде состоящих с показанием в которой волости сколько числом дворов и душ… от 21 октября 1805 года в деревне Бегень числилось 13 дворов, 114 крымских татар и 7 цыган. На военно-топографической карте генерал-майора Мухина 1817 года деревня Беень обозначена с 23 дворами. После реформы волостного деления 1829 года Беим, согласно «Ведомости о казённых волостях Таврической губернии 1829 года» отнесли к Эльвигазанской волости (переименованной из Бозгозской). На карте 1836 года в деревне 25 дворов, как и на карте 1842 года Бигень обозначен с 25 дворами.
В 1860-х годах, после земской реформы Александра II, деревню приписали к Ишуньской волости. В «Списке населённых мест Таврической губернии по сведениям 1864 года», составленном по результатам VIII ревизии 1864 года, Бигень — владельческая татарская деревня, при урочищах Кельдияр и Бурундук, с 14 дворами, 73 жителями и мечетью. По обследованиям профессора А. Н. Козловского 1867 года, вода в колодцах деревни была пресная «но весьма глубокая, от от 25 до 30 саженей и более» (53—64 м). На трехверстовой карте Шуберта 1865—1876 года в деревне Бигень обозначено 20 дворов. В «Памятной книге Таврической губернии 1889 года», по результатам Х ревизии 1887 года, в деревне Бигень числилось 28 дворов и 148 жителей.
После земской реформы 1890 года Бигень отнесли к Джурчинской волости. Согласно «…Памятной книжке Таврической губернии на 1892 год», в деревне Бигень, не входившем ни в одно сельское общество и находящейся в наследственной собственности князя Воронцова, было 110 жителей в 21 домохозяйстве. Сохранился документ о выдаче ссуды неким Гукам под залог имения при деревнях Бигень, Кельдыяр и Бурундук (Сафроновка) от 1896 года. По «…Памятной книжке Таврической губернии на 1900 год» в деревне Бигень числилось 158 жителей в 25 дворах. По Статистическому справочнику Таврической губернии. Ч.II-я. Статистический очерк, выпуск пятый Перекопский уезд, 1915 год, в деревне Бигень Джурчинской волости Перекопского уезда числилось 12 дворов (все дворы с землёй) с татарским населением в количестве 88 человек приписных жителей и 20 — «посторонних», из которых 50 мужчин и 49 женщин. Жители владели 350 десятинами удобной земли. В хозяйствах имелось 35 лошадей, 10 коров и 300 голов мелкого скота.
После установления в Крыму Советской власти, по постановлению Крымревкома от 8 января 1921 года № 206 «Об изменении административных границ» была упразднена волостная система и в составе Евпаторийского уезда был образован Бакальский район, в который включили село, а в 1922 году уезды получили название округов. 11 октября 1923 года, согласно постановлению ВЦИК, в административное деление Крымской АССР были внесены изменения, в результате которых округа были отменены, Бакальский район упразднён и село вошло в состав Евпаторийского района. Согласно Списку населённых пунктов Крымской АССР по Всесоюзной переписи 17 декабря 1926 года, в селе Бигень, Джурчинского сельсовета Джанкойского района, числилось 32 двора, все крестьянские, население составляло 132 человека, из них 124 татарина, 8 записаны в графе «прочие». Постановлением ВЦИК РСФСР от 30 октября 1930 года был создан Фрайдорфский еврейский национальный район (переименованный указом Президиума Верховного Совета РСФСР № 621/6 от 14 декабря 1944 года в Новосёловский) (по другим данным 15 сентября 1931 года) и Муний включили в его состав, а после разукрупнения в 1935-м и образования также еврейского национального Лариндорфского (с 1944 — Первомайский), село переподчинили новому району. Село ещё обозначено на километровой карте Генштаба 1942 года. В 1944 году, после освобождения Крыма от фашистов, согласно постановлению ГКО № 5859 от 11 мая 1944 года, 18 мая крымские татары были депортированы в Среднюю Азию. Видимо, опустевшее после депортации село не возрождали, поскольку в дальнейшем в доступных документах не встречается.